# O Povo

O Povo est un quotidien régional brésilien fondé en 1928 et diffusé dans l'État du Ceará. Son siège se trouve dans la ville de Fortaleza.